# Celama mesotherma
Celama mesotherma är en fjärilsart som beskrevs av George Francis Hampson 1909. Celama mesotherma ingår i släktet Celama och familjen trågspinnare. Inga underarter finns listade i Catalogue of Life.